# Интернациональные военные формирования в Красной армии

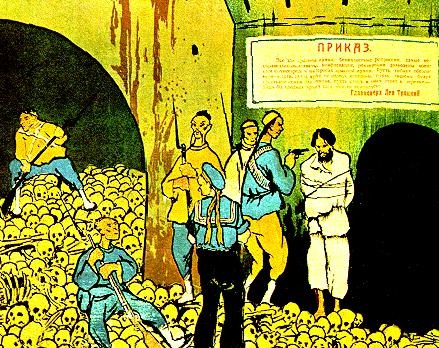
Хунхузы-красноармейцы творят революционный террор по приказу «главковерха» Троцкого. С ними революционный матрос. С белогвардейского плаката (1919)

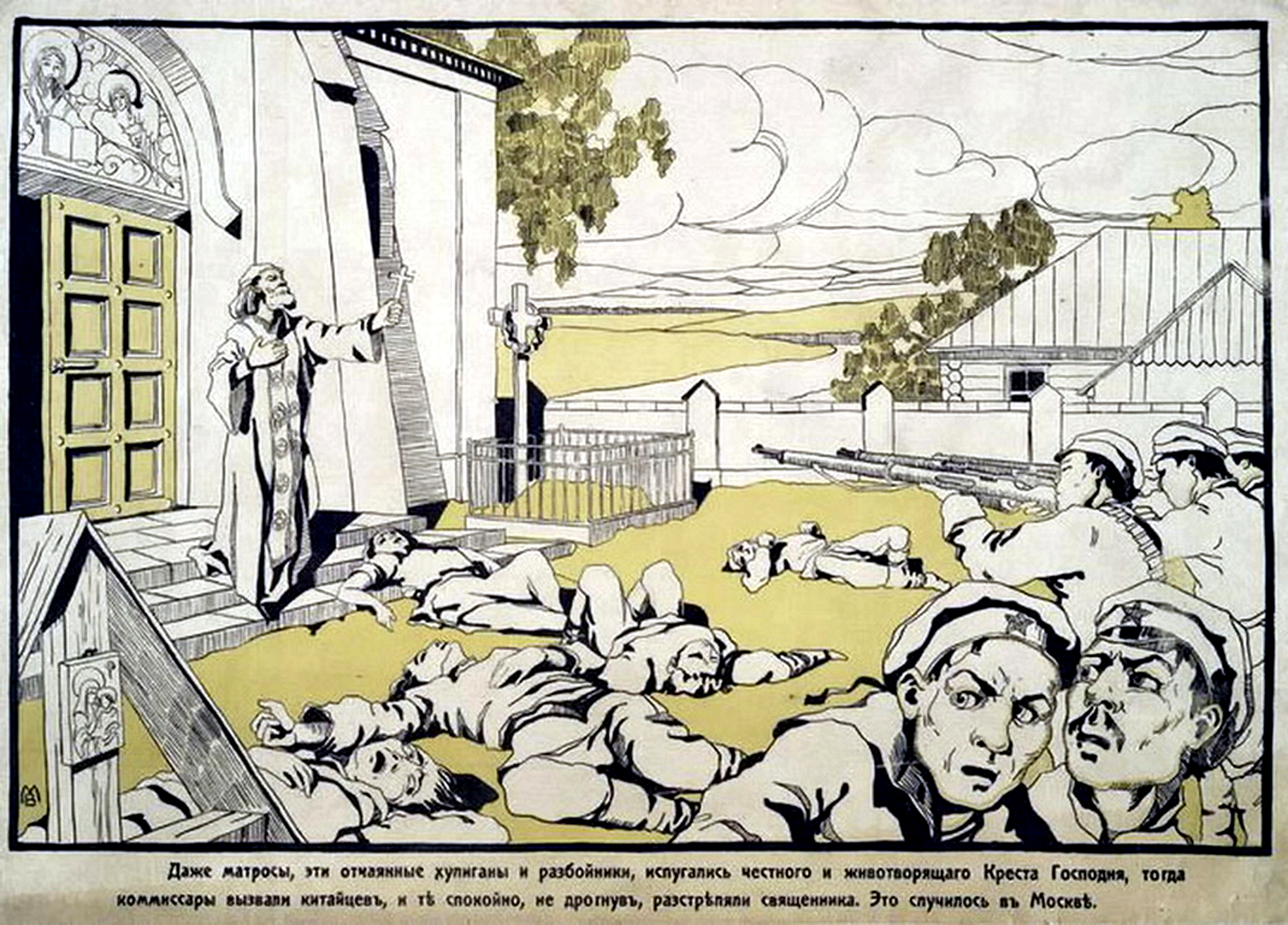
Китайцы ЧОНовцы прибыли подавлять проповедь священника. Белогвардейский плакат

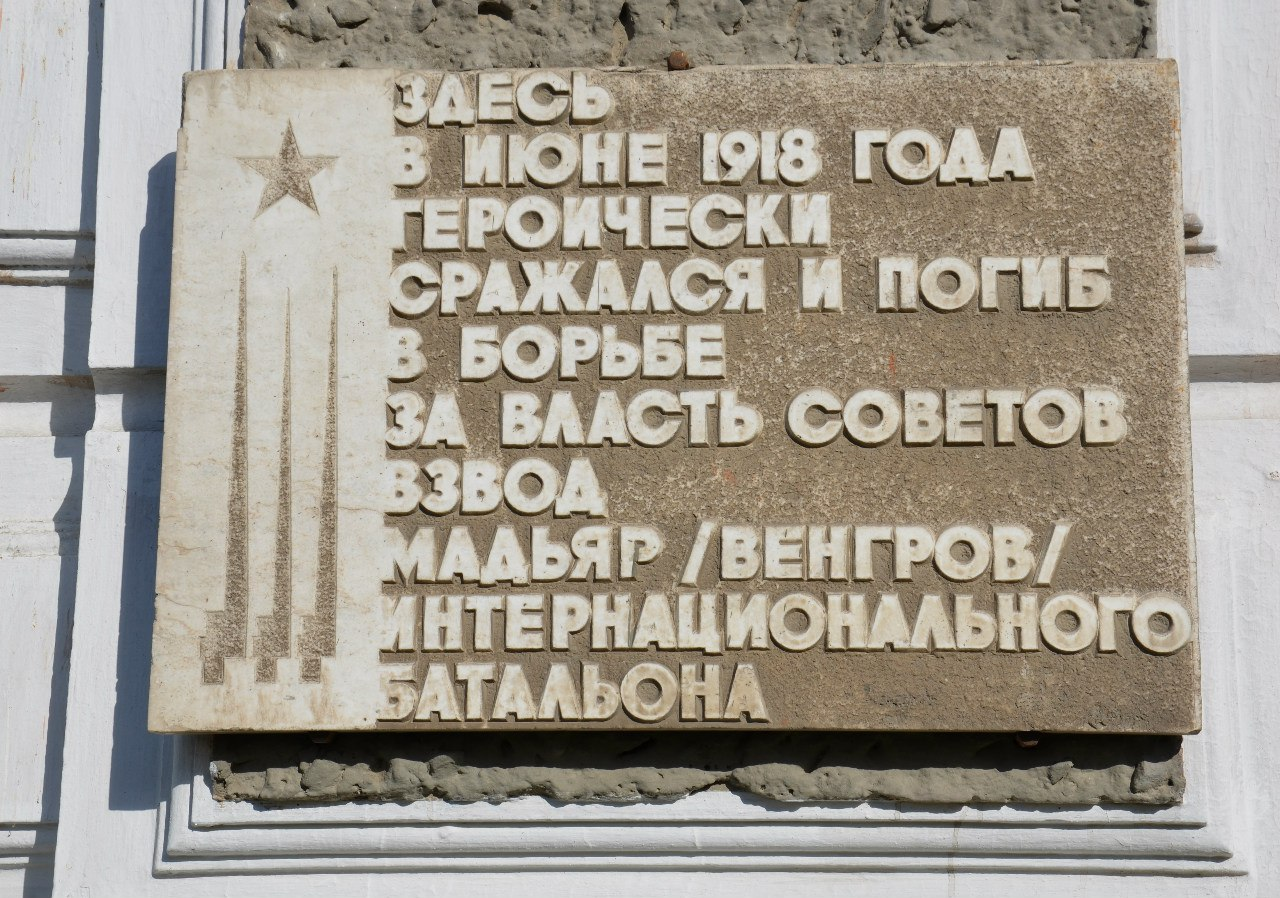
Памятная доска на бывшем пассаже Яушевых в Троицке (Челябинская область) в честь венгерских солдат, перешедших на сторону красных

Интернациональные военные формирования — военные формирования в Красной гвардии, Красной армии и войсках ВОХР в годы Гражданской войны и интервенции, состоявшие главным образом из числа военнопленных офицеров, унтер-офицеров и солдат Австро-Венгрии и Германии, попавших в плен на Восточном фронте в период Первой мировой войны, а также освобождённых из тюрем революцией (переворотом) заключённых хунхузов и бывших военнослужащих туземных частей армии Российской империи (например, «латышские стрелки», «кавказские горцы» и т. п.).
В России на момент начала революции находилось до 2 000 000 военнопленных, главным образом немцев (пруссов, баварцев и так далее), австрийцев, венгров, чехов, и так далее, было также много поляков, служивших в Русской гвардии, армии и на флоте, китайцев и корейцев, работавших в России по найму, чем не преминули воспользоваться большевики используя опыт имперского правительства по созданию национальных формирований в Русской армии. Бывшие пленные переходили на сторону левых эсеров и большевиков целыми частями. Интернационалистами комплектовали «продотряды» и «заградотряды». Всего в составе Красной армии в годы Гражданской войны воевало свыше 250 000 иностранных граждан: австрийцев, венгров, китайцев, корейцев, немцев, румын, сербов, хорватов, чехов, а также бывших подданных Российской империи — поляков, финнов, прибалтов (латышей, литовцев, эстонцев).
«Воины-интернационалисты» в составе первых дивизий Красной армии подчинялись не командирам дивизий (в терминологии тех лет именовавшимся «начдивами»), а комиссарам этих дивизий, общее же руководство ими осуществлялось из политотделов фронтов.

## История
Формирование военных частей лояльных большевикам началось уже ноябре в 1917 года. Отряды набирались из добровольцев, входили в них как представители местных национальностей Российской империи: финны в Петербурге, поляки в Минске, румыны в Одессе, — так и военнопленные Первой мировой войны: сербы, хорваты, венгры, чехи, словаки, словенцы, немцы, австрийцы — по месту их пребывания на Западе и Юге России, в Средней Азии. Много было китайских красных формирований из числа китайских рабочих, ввозимых буржуазией в Европейскую и Азиатскую Россию в годы Первой мировой войны для замены мобилизованных на фронт русских (по разным оценках, до 159 000 человек и выше). К середине 1918 года география создания национальных частей значительно расширилась, процесс шёл в десятках городах России.

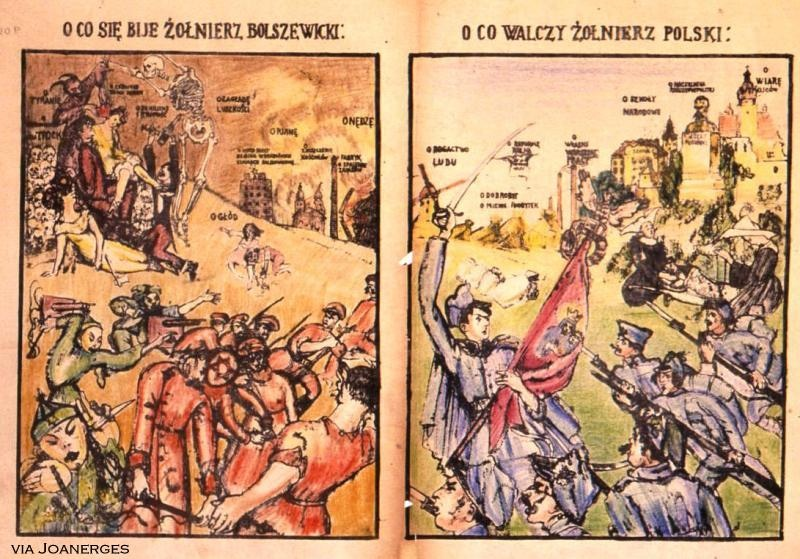
«За что воюет большевистский солдат?». Польский агитплакат периода советско-польской войны. Китайские интернационалисты-чоновцы заградотряда Троцкого внизу слева

Национальные формирования, состоящие из представителей одной национальности, объединялись в более крупные многонациональные части, которые входили в состав Рабоче-крестьянской Красной Армии и Флота. Интернациональной была Западная пехотная дивизия, сформированная в Москве в сентябре 1918 года из польских добровольцев, стрелковые и кавалерийские бригады; в составе соединений действовали около 30 моно- и многонациональных полков, включая 1-й Чехословацкий революционный полк, 1-й Югославянский коммунистический полк, 1-й Польский революционный полк, Румынский революционный полк, Отдельный персидский полк, 225-й Китайский полк, 6-й и 480-й Финские стрелковые полки. Вопрос о формировании и деятельности иностранных воинских частей в составе регулярной РККА был рассмотрен в марте 1919 года на VIII съезде РКП(б).
Общее число интернациональных формирований, появившихся с 1917 по 1922 года, составляло около 370, а общее число иностранных граждан, воевавших на стороне большевиков превысило 250 000 человек. Позже, часть иностранных бойцов РККА получило гражданство РСФСР.
Основные боевые действия интернациональные части вели на Восточном, Южном и Туркестанском фронтах. По завершении Гражданской войны они были расформированы. Из интернациональных частей вышли некоторые известные советские военачальники, такие как Олеко Дундич, Лайош Гавро, Эрнест Кужелло, Тойво Антикайнен и др.